# ジョージ・スタインブレナー
ジョージ・マイケル・スタインブレナー3世（George Michael Steinbrenner III, 1930年7月4日 - 2010年7月13日）は、アメリカ合衆国の実業家。MLBニューヨーク・ヤンキースのオーナーを30年以上にわたって務めた人物として知られる。存命当時はその剛腕ぶりなどから、別名“ビッグ・ボス”と呼ばれた。現・ヤンキース共同オーナーのハンク・スタインブレナーとハル・スタインブレナーは息子。

## 経歴
アメリカ合衆国オハイオ州ロッキーリバー生まれ。ドイツ系アメリカ人。家業は船舶製造会社を営んでおり、その経営権を引き継ぎ、巨万の富を得る。クリーブランド・インディアンスの買収を試みたこともあったが、1973年にヤンキースを買収、オーナー職に就く。
後にオーナー職に専念するため、本業の船舶製造会社の経営権は、他社に売却した。
1974年12月31日、最初のフリーエージェント（FA）となったキャットフィッシュ・ハンターとの5年375万ドルという、当時としては破格の契約を最初に、レジー・ジャクソン等の高額フリーエージェントを次々と札束攻勢で獲得。1979年オフにはパドレスからFAとなったデーブ・ウィンフィールド外野手と10年契約。1980年の年俸は150万ドルで、その後はニューヨークの消費者物価指数に合わせて年俸をスライドさせるという、異例の契約を結び、話題となった。
ただし、ジャクソンらが活躍した1978年を最後にチームはワールドシリーズ制覇から遠ざかり、50日間に及ぶストライキでシーズンが中断された1981年以後は1996年まで、地区優勝すらない長期低迷を迎えることとなった。そのジャクソンとも対立。
また、監督をよく変えることで知られ、1973年のオーナー就任から、1996年にジョー・トーリが監督になるまでの23年間で、延べ18人がヤンキースの監督を務めた。中でもビリー・マーチンはこの間、合計5回にわたって監督を務め、その都度スタインブレナーと対立して解雇されたことでも知られる。ただし、マーチンとの関係は決してずっと悪かったわけではなく、1989年にマーチンが交通事故で死亡した時、スタインブレナーは「家族の一人を亡くしたようだ」と悲痛なコメントを残している。
1990年にはウィンフィールドのトレードに関し、スタインブレナーがマフィアと接触してウィンフィールドに不利な情報を流すよう工作したことが発覚し、コミッショナーのフェイ・ヴィンセントから当初は永久、その後に2年間の資格停止処分が科せられた。その頃は上記の通りヤンキース低迷期であり、スタインブレナーがファンの怨嗟の的となっていたこともあり、彼の処分についてのニュースが試合中のヤンキースタジアムに流された時には、相手チーム・タイガースの攻撃中にもかかわらずファンが総立ちで拍手をし、打席のセシル・フィルダーがホームランを打つまで数分間拍手が鳴りやまなかった。
低迷した結果、1991年のドラフトではヤンキースが全体1位の指名権を得た。この時ヤンキースは「史上最高の高卒左腕」の呼び声もあったブリエン・テイラーを指名した。ヤンキースは契約金として30万ドルを提示したが、代理人のスコット・ボラスが前代未聞の契約金120万ドルを要求した（前年の全体1位だったチッパー・ジョーンズの契約金が27.5万ドル）。
この時職務停止中だったスタインブレナーはメディアを使って球団に対して金額を度外視してでもテイラーと契約するように圧力をかけた。その結果、ヤンキースはテイラーと当初の要求を上回る155万ドルで契約した。
これによりテイラーは史上初の契約金100万ドル以上で契約した新人選手となり、現在まで通じる契約金の高騰の先鞭を付ける形となった。
因みにテイラーは野球とは関係ない負傷によりメジャーどころかAAAにすら昇格できずに引退している。
1992年に資格停止期間が明けるとオーナー職に復帰。1994年から1995年にかけての232日間に及ぶ長期ストライキの結果、選手の年俸が高騰すると再び札束攻勢を仕掛け、1996年と1998年・1999年・2000年の合計4回のワールド・チャンピオンを手にした。だが、今回は70年代のそれと違い、むやみに大物を取るわけでなく、身の丈にあった補強であった。その後もFAでジェイソン・ジオンビ、トレードでアレックス・ロドリゲス、ランディ・ジョンソンらを獲得し、金満補強を続けるが、ワールドシリーズの出場も2001年、2003年にとどまり、補強により目覚ましい成果をあげることはできなかった。
その一方、スタインブレナーがオーナー資格停止中であった1990年～92年にチームが若手育成に方針を切り替えた際に入団・成長したデレク・ジーター、アンディ・ペティット、ホルヘ・ポサダ、マリアーノ・リベラ、バーニー・ウイリアムスらの選手の方が長年にわたって活躍し、チームに覇権をもたらしたと言え、1996年、98年、99年、2000年の4回のワールド・シリーズ制覇についても、スタインブレナーが一時的ではあるがオーナー職を離れていたからこそ可能となったという見方もある。
70代を過ぎてからは体調不良もあり、表舞台に姿を見せることが少なくなった。2007年から、球団運営を実質的に息子のハンクとハルに任せ、2008年4月からは「共同会長」という名目のもと2人に実権を引き継がせた。そして同年11月20日に行われたMLBオーナー会議でジョージからハルへの代表交代が正式に承認され、名実ともに権限委譲が行われることになった。
2010年7月13日、心臓発作により死去。80歳。

## エピソード
スタインブレナーはオーナー就任当初から地元ファンに嫌われていた。そして前述の通り、オーナー職に就いていた時期にチームは低迷し、逆にオーナー職から離れるとチームが活躍するという状況から、スタインブレナーの不人気は不動の物となった。
また、敵味方を問わず、選手への野次が飛び交うヤンキースタジアムのブリーチャー（ライトスタンド）では、選手への野次について余りにも野蛮もしくは卑劣なものは自主規制される習慣があるが、「スタインブレナーへの野次については例外」という不文律が存在しているとされた。「ジョージ! さっさとクリーブランドに帰っちまえ!」などというのは、まだまだ優しい部類の野次に属するとされていた。
一方、デレク・ジーターやヤンキースの監督を務めたジョー・トーリからは嫌われていたわけではなく、ジーターは死去の後「尊敬すべきオーナーである以上に、よき友人だった」と涙ながらに語っている。また、トーリは「情熱的で頑固で素晴らしい人間性をもった人物で、親愛なる友人だった」と語っていて、自著『ジョーからの贈りもの―若きサムライとの日々』では「彼は誰よりもヤンキースを愛しているし、勝利のためには労を惜しまない」とも語っている。
しかし、彼の死後、ベーブ・ルースやルー・ゲーリッグら殿堂入り選手のレリーフとともに設置される事になったジョージのレリーフは、それら殿堂入り選手たちの倍以上の大きさがあったため、ファンからは「ジョージの功績は、ルースよりも上なのか？そんなはずは無い」「オーナー一族による、栄光の歴史の私物化だ」と批判を受けた。